# Arachniotus ruber
Arachniotus ruber är en svampart som först beskrevs av Philippe Édouard van Tieghem, och fick sitt nu gällande namn av Joseph Schröter 1893. Arachniotus ruber ingår i släktet Arachniotus och familjen Gymnoascaceae.   Inga underarter finns listade i Catalogue of Life.